# Long Day's Journey into Night (film)
Long Day's Journey into Night è un film del 2025 diretto da Jonathan Kent, al suo esordio alla regia cinematografica.
La pellicola è un adattamento cinematografico del dramma Lungo viaggio verso la notte di Eugene O'Neill, già riadattato per il grande schermo nel 1962 da Sidney Lumet.

## Trama
Connecticut, 1912. La famiglia Tyrone è insieme per l'estate e i quattro membri combattono i propri demoni. Il patriarca James è un grande attore a fine carriera che ha sprecato il proprio enorme potenziale recitando in commedie commerciali di scarso valore artistico, mentre sua moglie Mary tenta di nascondere la sua ultima ricaduta durante nella lunga lotta contro la dipendenza da morfina. Il loro primogenito Jamie sta sprofondando nell'alcolismo e nell'ozio, mentre suo fratello Edmund aspetta una diagnosi infausta. 

## Produzione
Nel 2016, Jonathan Kent aveva diretto un allestimento di Lungo viaggio verso la notte a Broadway, che era valso a Jessica Lange la vittoria del Tony Award alla miglior attrice protagonista in un'opera teatrale per la sua interpretazione nel ruolo di Mary Tyrone. Nel 2022 è stato annunciato che Kent avrebbe diretto un nuovo adattamento cinematografico della pièce di O'Neill con Jessica Lange nuovamente nel ruolo di Mary. A lei si sono aggiunti Ed Harris, Ben Foster e Colin Morgan nei ruoli degli altri membri della famiglia Tyrone.
Le riprese si sono svolte in Irlanda tra il settembre e il novembre 2022.

## Distribuzione
Il film è stato presentato in anteprima mondiale al Dublin International Film Festival il 27 febbraio 2025 e il giorno seguente è stato proiettato anche al Glasgow Film Festival.